# The Undertaker
Mark William Calaway (født 25. marts 1965), bedre kendt som The Undertaker, er en pensioneret amerikansk wrestler, der wrestlede i verdens førende wrestlingpromotion, WWE. Han er en tidligere syvdobbelt verdensmester i WWE og er desuden berømt for sin (indtil 2014) ubrudte sejrsrække ved verdens største wrestlingshow, WrestleMania, hvor han vandt sine første 21 kampe mellem 1992 og 2013.  
Calaway begyndte sin karriere i 1984 i World Class Championship Wrestling (WCCW). Han skrev kontrakt med World Championship Wrestling (WCW) i 1989, men wrestlingorganisationen forlængede ikke hans kontrakt, og han skiftede i 1991 til konkurrenten World Wrestling Federation (der skiftede navn til World Wrestling Entertainment (WWE) i 2002), hvor han siden har wrestlet under ringnavnet The Undertaker. Calaway har været i WWE siden og er i dag én af de wrestlere, der har været ansat i WWE i længst tid. 
Calaways rolle som The Undertaker har to forskellige gimmicks: The Deadman og The American Bad Ass. Efter 21 sejre i træk ved WrestleMania blev han ved WrestleMania XXX besejret af Brock Lesnar i en kamp, der chokerede hovedparten af de 80.000 tilskuere og wrestlingfans verden over. 
I WWE har The Undertaker vundet VM-titlen i alt syv gange. Han har vundet WWE Championship fire gange mellem 1991 og 2002 og WWE's World Heavyweight Championship tre gange mellem 2007 og 2009. I 2007 vandt han WWE's Royal Rumble og blev den første vinder, der havde kommet ind i kampen som den sidste deltager.

## Karriere

### Tidlige karriere
Mark Calaway fik sin debut i 1984 i Dallas, Texas ved World Class Championship Wrestling (WCCW), hvor han brugte navnet Texas Red. Hans første kamp var mod Bruiser Brody. Han forlod WCCW i 1988 og wrestlede i forskellige organisationer i forskellige stater, blandt andet i United States Wrestling Association (USWA), hvor han vandt organisationens vigtigste titel USWA Unified World Heavyweight Championship 1. april 1989 med en sejr over Jerry "The King" Lawler.

### World Championship Wrestling (1989-1990)
I World Championship Wrestling (WCW) blev ham kendt under navnet "Mean" Mark Callous, da han wrestlede i tagteamet Skyscrapers sammen med "Dangerous" Dan Spivey, inden han senere wrestlede alene. Da han var i Skyscrapers, havde teamet en fejde med Road Warriors, men Spivey forlod WCW før fejden var ovre. Calaway kom derefter under Paul E. Dangerouslys beskyttende vinger og vandt over Brian Pillman og Johnny Ace. Hans mest berømte kamp i WCW var mod Lex Luger om NWA United States Heavyweight Championship ved The Great American Bash i 1990, hvor han tabte efter en clothesline fra Lex Luger. Selvom han viste gode takter, ville WCW ikke forny Calaways kontrakt, så derfor skrev han under på en kontrakt med World Wrestling Federation (WWF) i oktober 1990. Samtidig med dette tog han også en tur til Japan og wrestlede i New Japan Pro Wrestling.

### World Wrestling Federation (1990-2002)

#### Debut som The Undertaker
The Undertaker debuterede 22. november 1990 ved Survivor Series som den mystiske partner i Ted DiBiases Million Dollar-team. Omkring et minut inde i kampen eliminerede han Koko B. Ware med hans finisher Tombstone Piledriver. Efter Survivor Series blev Calaway kaldt "Kane the Undertaker" i flere shows, indtil "Kane" blev droppet, og han igen kom til at hedde "The Undertaker". Undertakers karakter lignede en bedemand fra gamle westernfilm, som efter sigende var uimodtagelig for smerte og som havde overnaturlige kræfter såsom teleportation og manipulation af flammer og lyn. Samtidig med det skiftede Undertaker manager fra Brother Love til Paul Bearer.
Undertakers første WrestleMania-kamp kom ved WrestleMania VII, hvor han vandt over "Superfly" Jimmy Snuka. Efter et år med kampe mod Ultimate Warrior i kampe med ligposer, Randy Savage og Hulk Hogan, vandt Undertaker sin første VM-titel ved Survivor Series i 1991 med sejr over Hulk Hogan. På grund af kontroverser i kampen beordrede WWF's præsident, Jack Tunney, en omkamp seks dage senere ved This Tuesday in Texas, hvor Hulk Hogan genvandt VM-titlen. 
Selvom Undertaker var heel, var han ved at blive meget populær, og derfor blev han face. Undertakers allierede, Jake "The Snake" Roberts, havde tabt en kamp til Randy Savage, og Roberts prøvede at angribe Savages kone og manager, Miss Elizabeth, med en stol, men Undertaker stoppede ham. Ved WrestleMania VIII vandt Undertaker over Jake Roberts. I løbet af 1992 og 1993 fejdede Undertaker med wrestlere ledet af Harvey Wippleman. Især Kamala, som han mødte i en Coffin Match ved Survivor Series i 1992, og Giant Gonzales, som han vandt over ved WrestleMania IX via diskvalifikation og igen ved SummerSlam.
I november 1993 udfordrede Undertaker den regerende verdensmester Yokozuna. De to mødte hinanden i en Casket Match ved Royal Rumble i 1994, hvor Yokozuna med hjælp fra en masse andre heel-wrestlere vandt ved at komme Undertaker i kisten. The Undertakers sjæl viste sig på storskærmen inde fra kisten og varslede, at Undertaker ville vende tilbage. Det var Undertakers første pause fra wrestling. I virkeligheden havde han en rygskade, som var blevet værre, og den trængte til en pause.

#### Comeback
Efter WrestleMania X kom en falsk Undertaker tilbage til WWF sammen med Ted DiBiase. Men den falske Undertaker, som blev spillet af Brian Lee, blev døbt "Underfaker" af fans. Det førte til tilbagekomsten af den rigtige Undertaker, og de to mødte hinanden ved ved SummerSlam i 1994, hvor den rigtige Undertaker vandt efter tre Tombstone Piledrivers. Ved Survivor Series mødte Undertaker Yokozuna i en rematch, igen i en Casket Match. Chuck Norris blev udpeget af WWF som speciel-dommer for at forhindre andre i at blande sig i kampen som ved Royal Rumble. Selv om King Kong Bundy, Bam Bam Bigelow og Irwin R. Schyster involverede sig i kampen, vandt Undertaker, da han lavde en running big boot på Yokozuna, så han faldt ned i kisten, og Undertaker lukkede låget.
Igennem det meste af 1995 fejdede Undertaker med medlemmer af Ted DiBiases Million Dollar Corporation. Ved WrestleMania XI mødte Undertaker King Kong Bundy. Mens kampen var i gang, stjal Kama Mustafa Undertakers kilde til hans kayfabe kræfter, hans urne, og i mangel på respekt smeltede han den om til en stor guldhalskæde. De to mødte så hinanden i en casket match ved Summerslam, hvor Undertaker vandt. Et par uger senere blev Undertaker angrebet af Yokozuna og King Mabel. Dette førte til en legitim skade af Undertakers øjenhule, så han blev nødt til at gennemgå en operation.
The Undertaker vendte tilbage med en fantomlignende maske, der dækkede det øverste af hans ansigt. Ved Royal Rumble i 1996 mødte Undertaker, uden maske, Bret Hart i en WWF Championship match. Diesel blandede sig i kampen, så Undertaker tabte. En måned senere mødte Diesel Hart i en steel cage match. Undertaker kom op fra under ringen og trak Diesel med ned under ringen, så Hart vandt. Fejden mellem Diesel og Undertaker kulminerede ved WrestleMania XII, hvor de to mødte hinanden, og hvor Undertaker vandt.
Hans næste fejde startede næste dag, da Mankind debuterede og blandede sig i en kamp mellem Undertaker og Justin Hawk Bradshaw. I de næste par måneder angreb Mankind Undertaker i mange kampe, hvorved Undertaker tabte dem. De to mødte hinanden for første gang i en kamp ved King of the Ring i 1996, hvor Mankind vandt. Undertakers fejde med Mankind blev mere og mere intens, og de begyndte at kæmpe blandt publikum, backstage og i boiler rooms i de forskellige arenaer. Dette førte til den første Boiler Room Brawl match ved Summerslam i 1996. Da Undertaker rakte ud efter urnen, som Paul Bearer holdt, slog Bearer Undertaker med urnen og vendte sig dermed mod Undertaker. Derefter kunne Mankind vinde ved at gøre Undertaker "uarbejdsdygtig" med sin Mandible Claw. Efter at Bearer havde forrådt Undertaker, kom rivaliseringen mellem Undertaker og Mankind op på at nyt niveau. Det førte til en Buried Alive match ved In Your House 11: Buried Alive. Undertaker vandt, da han lavede en chokeslam på Mankind i den åbne grav. Men efter at The Executioner og andre wrestlere havde blandet sig, blev Undertaker levende begravet. Ved Survivor Series mødte Undertaker og Mankind igen hinanden, denne gang med en speciel betingelse. Paul Bearer hang 6 meter over ringen i et stålbur. Hvis Undertaker vandt, ville han få fingre i Bearer. Undertaker vandt, men med hjælp fra The Executioner kunne Bearer flygte.
Derefter begyndte Undertaker at fejde med The Executioner, som var blevet et horn i siden på Undertaker. De to mødte hinanden ved det følgende pay-per-view, hvor Undertaker vandt. I slutningen af 1996 begyndte Undertaker at fejde med en anden af Bearers undersåtter, nemlig Vader. De to mødte hinanden ved Royal Rumble, hvor Vader vandt, da Bearer blandede sig. Efter at Undertaker havde tabt, begyndte han at fokusere på WWF Championship. 
Ved WrestleMania 13 mødte Undertaker Sycho Sid i en No Disqualification match. Undertaker vandt og fik dermed sin anden WWF Championship. Efter WrestleMania prøvede Bearer at få Undertaker tilbage ved at true med at afsløre Undertakers store hemmelighed. Bearer sagde, at Undertaker var en morder, der havde dræbt hans forældre og hans yngre bror, da han som barn brændte hans forældres begravelsesforretning ned (hvor Bearer arbejdede). Undertaker sagde, at det var umuligt for Bearer at vide det, men Bearer sagde, at han havde fået det at vide af Undertakers bror Kane, som var i live, men alvorligt forbrændt og arret. Bearer havde opfostret Kane og havde anbragt ham på en institution. Nu ventede Kane på hævn efter alle de år. Undertaker sagde til forsvar, at det var Kane, der havde sat ild til huset, fordi han var pyroman, og at han ikke kunne have overlevet.
Undertakers næste fejde begyndte ved Summerslam i 1997. Undertaker mødte Bret Hart i en kamp om WWF Championship. Dommeren, Shawn Michaels, ramte Undertaker med en steel chair, som skulle have ramt Hart, hvorpå Hart vandt. Selvom det ikke var med vilje, at Michaels havde ramt Undertaker, drillede han stadig Undertaker i de følgende uger. Fejden kulminerede ved In Your House: Bad Blood, hvor Undertaker havde udfordret Michaels til den første Hell in a Cell nogensinde. Undertakers bror Kane debuterede under kampen, hvor han rev døren af cellen og gav Undertakers hans egen finisher, the Tombstone Piledriver, hvorved kunne Michaels vinde. Selvom Kane, med Paul Bearer, konstant udfordrede Undertaker til kampe, afslog denne. Undertakers sidste møde med Michaels var ved Royal Rumble i 1998 i en Casket Match. Undertaker tabte, da Kane kom ud og puttede Undertaker i kisten og satte en hængelås på låget for derefter at sætte ild til den. Men da kisten blev åbnet igen, var Undertaker forsvundet. Efter at Undertaker havde været væk i to måneder, vendte han tilbage for at genoptage fejden med Kane. De mødte hinanden ved WrestleMania XIV hvor Undertaker vandt. De havde en rematch en måned senere ved In Your House: Unforgiven i den første Inferno Match, hvor Undertaker vandt, da der blev sat ild til Kanes højre arm.
Undertakers lange fejde med Mankind blev fornyet derefter, da Mankind kostede Undertaker en række førsteudfordrerkampe mod Kane. Derfor mødte Undertaker og Mankind hinanden ved King of the Ring i en Hell in a Cell match. Under kampen smed Undertaker Mankind ned fra toppen af cellen og 5 meter ned på de spanske speakeres bord. Dette var var planlagt af Undertaker og Mankind i forvejen. Senere chokeslammede Undertaker Mankind igennem toppen af cellen og ned i ringen og afsluttede kampen, da han chokeslammede Mankind oven på en bunke tegnestifter. Undertaker kunne gennemføre kampen, selvom han havde brækket noget i en af sine fødder.
Ved Fully Loaded i juli 1998 mødte Undertaker og Steve Austin Kane og Mankind i en tag team match om WWF Tag Team Championship. Selvom Undertaker og Austin ikke arbejdede godt sammen, vandt de, men de beholdt ikke titlen særlig længe. I en episode af RAW to uger senere genvandt Kane og Mankind titlen. Derefter blev Undertaker førsteudfordrer til WWF Championship ved SummerSlam i 1998, hvor Austin var WWF Champion. Men lige inden SummerSlam afslørede Undertaker, at han og Kane havde slået sig sammen. Selvom han havde afsløret dette, ville Undertaker ikke have, at Kane blandede sig i kampen. Undertaker tabte kampen, men som et tegn på respekt rakte han bæltet til Austin efter kampen. I september begyndte Undertaker at vise heel egenskaber, så han blev en tweener eller antihelt, da han afslørede, at han var i ledtog med Kane. De ville hjælpe Vince McMahon med at få titlen væk fra Austin. Ved In Your House: Breakdown skulle Undertaker og Kane møde Austin i en Triple Threat Match om Austins WWE Championship. Undertaker og Kane dækkede begge efter et dobbelt chokeslam. Derefter tog McMahon den ledige titel, men som et svar på det brækkede brødrene i kayfabe McMahons ben.
Dette førte til en kamp ved In Your House: Judgment Day mellem de to brødre med Austin som speciel gæstedommer. I slutningen af kampen kom Paul Bearer ned til ringen og spurgte Kane, om han ikke ville slå Undertaker med en stol. Da Kane vendte ryggen til Bearer, slog Bearer Kane med med stolen. Dette gav Undertaker mulighed for at slå Kane med stolen, hvorved Undertaker havde vundet, men Austin nægtede at tælle og slog Undertaker med stolen for derefter at tælle begge brødre ud. Senere næste dag ved Raw is War blev Undertaker endelig heel efter seks år. Undertaker og Bearer blev forsonet og sagde, at de ville slippe deres Ministry of Darkness løs i World Wrestling Federation. Derefter fortalte Undertaker, at det virkelig var ham, der havde sat ild til hans forældres hus, hvilket havde dræbt dem, hvilket han tidligere havde sagt, at Kane havde gjort.
Efter Survivor Series vendte Undertaker igen sin opmærksomhed mod Austin, da Austin havde kostet ham titlen ved Judgment Day. I en titel kamp mellem Austin og The Rock fik Undertaker hævn for, hvad der var sket en måned tidligere, da han slog Austin i hovedet med en skovl. Derefter planlagde Vince McMahon en Buried Alive match mellem Undertaker og Austin ved Rock Bottom: In Your House i December 1998. I ugerne op til Rock Bottom blev Undertakers karakter mere dæmonisk og satanisk. Undertaker prøvede at balsamere Austin levende, han prøvede at få Kane indlagt på et psykiatrisk hospital samt fik hans druider til at hænge Austin op på hans symbol og hejse det højt op i arenaen. Men Undertaker tabte alligevel, da Kane blandede sig i kampen.

#### Ministry of Darkness
Undertaker vendte tilbage i januar 1999, hvor han forblev en monster heel og formede sin Ministry of Darkness og fortalte,  at han tog imod ordrer fra en "Højere Magt". Til sidst slog The Ministry sig sammen med Shane McMahons heel gruppe, The Corporation, og formede derved the Corporate Ministry. Ved Over the Edge i 1999 vandt Undertaker sit tredje WWF Championship over Austin med hjælp fra Shane McMahon, som var den specielle gæstedommer. To uger senere i RAW blev det afsløret, at det var Vince McMahon, som var den "Højere Magt". Dagen efter King of the Ring i 1999 tabte Undertaker titlen til Austin, og hans forhold til The McMahons blev opløst, og The Corporate Ministry blev opløst.
Derefter slog Undertaker sig sammen med The Big Show i et tag team, der blev kaldt The UnHoly Alliance, og de vandt WWF Tag Team Championship to gange. Undertaker skulle kæmpe ved Unforgiven om WWF Championship. Men en lyskeskade betød, at han var ude for resten af året og et stykke ind i det næste. Det blev forklaret ved, at Undertaker havde sagt op.
Undertaker skulle vende tilbage ved WrestleMania 2000, men en legitim skade i hans biceps i februar 2000 udsatte tilbagekomsten til maj 2000. Undertaker kom tilbage ved Judgement Day, hvor hans karakter nu var mere realistisk i form af en intimiderende biker. Samtidig med ændring af hans karakter begyndte han at bruge et nyt finish move, the Last Ride, i stedet for Tombstone Piledriver, som var blevet synonym med Undertaker igennem årene. Da han vendte tilbage, begyndte han at kæmpe mod alle medlemmerne af McMahon-Helmsley Faction, og derved blev han hurtig face igen. Undertaker gik især efter lederen, Triple H, som var WWF Champion. Ved King of the Ring gik Undertaker sammen med The Rock og Kane, og de vandt over Triple H, Shane McMahon og Vince McMahon. Bagefter skulle Undertaker og Kane kæmpe om WWF Tag Team Championship mod Edge og Christian. Undertaker og Kane vandt, og ugen efter skulle de så kæmpe om WWF Tag Team Championship, men Edge og Christian vandt. Den 14. august i en episode af RAW gik Kane imod Undertaker og gav ham to chokeslams. Dette førte til endnu kamp mellem dem de to, der endte i en no-contest, da Kane løb fra ringen, efter at Undertaker havde hevet masken af ham.
Ved Survivor Series i 2000 skulle Undertaker møde Kurt Angle i en kamp om WWF Championship. Angle vandt dog, da han fik hjælp fra sin bror, Eric Angle. Derefter forlangte Undertaker og fik en plads i Six-Man Hell i en Cell match ved Armageddon. Undertaker vandt ikke, men i løbet af kampen lavede Undertaker et af højdepunkterne, da han smed Rikishi ned fra toppen af cellen.
I 2001 blev Undertaker og Kane forenet som The Brothers of Destruction, hvor de igen gik efter WWF Tag Team Championship. Ved No Way Out mødte de Edge og Christian samt tag team mestrene The Dudley Boyz i en Tables Match. The Brothers of Destruction dominerede gennem det meste af kampen, men de vandt ikke.
Ved WrestleMania X-Seven mødte Undertaker Triple H. Undertaker vandt og øgede sin rekord til 9-0. Undertaker og Kane blev ved med at fokusere på Triple H, som dog lavede en overraskende alliance med WWF Champion Stone Cold Steve Austin. Brødrene fik en mulighed for at møde Triple H og Austin, da Triple og Austin i kayfabe skadede Kanes arm. Undertaker og Kane vandt Tag Team titlerne fra Edge og Christian. Ved Backlash mødte The Brothers of Destruction så Triple H og Austin, hvor Triple H og Austin vandt, da Triple H vandt med et forhammerangreb på Kane. Nu da Kane så var skadet, fejdede Undertaker med Austin om Austins WWF Championship. Ved Judgment Day vandt Austin over Undertaker og beholdt sin titel.
Undertakers næste fejde begyndte som en del af the Invasion, da Diamond Dallas Page forfulgte Undertakers kone Sara. Ved SummerSlam i 2001 mødte Undertaker og Kane Page og Chris Kanyon i en steel cage match. Undertaker og Kane var WCW Tag Team Champions, og Page og Kanyon var WWF Tag Team Champions. Undertaker og Kane vandt og havde dermed både WCW of WWF Tag Team Championships. Ved Survivor Series gik Undertaker sammen med Kane, The Rock, Chris Jericho og Big Show for at kæmpe mod the Alliance, som bestod af Austin, Booker T, Rob Van Dam, Shane McMahon og Kurt Angle. Angle eliminerede Undertaker med hjælp fra Austin. Efter at the Alliance var blevet besejret, blev Undertaker igen heel, da han tvang Jim Ross til at kysse Vince McMahons røv. Dette var begyndelsen til en ny personlighed for Undertaker, da han klippede sit hår kort og kaldte sig selv Big Evil. Ved Vengeance i 2001 mødte Undertaker Rob Van Dam i en kamp om WWF Hardcore Championship, hvor Undertaker vandt. 
Ved Royal Rumble i 2002 blev Undertaker elimineret af Maven, da denne lavede et dropkick bagfra. Derefter eliminerede Undertaker Maven og forsatte med at overfalde ham bag kulisserne. I en episode af SmackDown! nævnte The Rock, at The Undertaker var blevet elimineret fra Royal Rumble, hvilket gjorde Undertaker sur. Undertaker svarede igen, da han sørgede for, at The Rock ikke blev førsteudfordrer til WWE Undisputed Championship. Derefter svarede The Rock igen ved at sørge for, at Undertaker tabte kampen om Hardcore Championship til Maven. Ved No Way Out mødte Undertaker og Rock så hinanden, hvor Undertaker tabte, da Ric Flair blandede sig. Undertaker udfordrede så Flair til en kamp ved WrestleMania X8, men Flair afslog. Undertaker angreb så Flairs søn David Flair. Efter at Undertaker så havde truet med at angribe Flairs datter, sagde Flair endelig ja til en kamp mod Undertaker. En ikke-diskvalifikationsstipulation blev knyttet til kampen. Undertaker vandt og forbedrede rekorden til 10-0.
Ved Backlash i 2002 vandt Undertaker over Stone Cold Steve Austin og blev derved første udfordrer til WWF Undisputed Championship. Senere sammen aften hjalp han Hulk Hogan med at vinde mod WWF Undisputed Champion Triple H. Ved Judgement Day vandt Undertaker så over Hogan og vandt sit fjerde Championship.

### World Wrestling Entertainment (2002-2017)

#### American Bad Ass
Undertaker mødte derpå Jeff Hardy i en Ladder Match. Som et tegn på respekt efter kampen løftede hans Hardys hånd, og derved blev han face igen. Ved Vengeance tabte han titlen, da han mødte The Rock og Kurt Angle i en Triple Threat match, som The Rock vandt. Undertaker blev nu draftet til SmackDown! fra RAW sammen med Brock Lesnar, Chris Benoit og Eddie Guerrero. Ved Unforgiven i 2002 mødte Undertaker Lesnar i en titelkamp, som endte med dobbelt diskvalifikation. Deres fejde fortsatte til No Mercy i en Hell in a Cell match. Undertaker kæmpede, selvom han havde en legitim brækket hånd, og han tabte til Lesnar. Derefter fik Undertaker en kayfabeskade, da Big Show smed ham ned fra scenen i Memphis. Dette førte til en ny fejde.
Undertaker vendte tilbage ved Royal Rumble i 2003. Ved No Way Out fortsatte fejden mellem Undertaker og Big Show, hvor han vandt, da han tvang Big Show til at give op. Efter kampen prøvede A-Train at angribe Undertaker, men Nathan Jones hjalp ham. Derefter begyndte Undertaker at træne Jones i at wrestle, og de to kom til at møde Big Show og A-Train ved WrestleMania XIX i en tag team match. Før kampen blev Jones så fjernet, så det blev en handicapmatch. Undertaker vandt, da han fik hjælp fra Jones i løbet af kampen. Derved steg rekorden til 11-0.
I resten af året havde han to muligheder for at vinde WWF Championship. Den første kom 4. september 2003 i en episode af SmackDown! mod Kurt Angle, som endte i en no contest. Den anden mulighed kom ved No Mercy i en Biker Chain match mod Brock Lesnar, hvor Lesnar vandt med hjælp fra Vince McMahon. Dette førte til en fejde med Vince McMahon, som kulminerede i en Buried Alive match ved Survivor Series. Undertaker tabte, da Kane blandede sig i kampen. Efter kampen forsvandt Undertaker i et stykke tid, og Kane sagde, at Undertaker var død og begravet for evigt. 

#### The Deadman vender tilbage (2002-2008)
Op til WrestleMania XX blev Kane forfulgt af beskeder, der sagde, at Undertaker ville vende tilbage. Den første kom ved Royal Rumble, hvor Undertakers klokke ringede, så Kane blev distraheret, hvorved Booker T kunne eliminere ham. Ved WrestleMania XX vendte Undertaker tilbage sammen med Paul Bearer, hvor han igen antog sin Deadman-personlighed og vandt over Kane. Tre måneder senere blev Paul Bearer kidnappet af the Dudley Boyz, som blev styret af Paul Heyman, som dermed fik "kontrol" over Undertaker. Ved The Great American Bash i 2004 blev Undertaker tvunget til at kæmpe mod the Dudleys i en handicapmatch. Hvis Undertaker tabte, ville Bearer blive begravet i cement. Undertaker vandt, men han begravede alligevel Bearer, da han sagde, at Bearer kun var en byrde, og at han ikke havde brug for ham mere. Fans fik senere fortalt, at Bearer var alvorligt skadet og i virkeligheden blev taget af WWE-programmet på grund af problemer medhelbredet. Undertaker forblev face.
Efter at Undertaker havde vundet over Dudley Boyz, begyndte han en ny fejde med John "Bradshaw" Layfield (JBL). De to mødte hinanden ved SummerSlam i en titelkamp, som Undertaker tabte, da han diskvalificerede sig selv. Ved No Mercy mødte Undertaker og JBL hinanden i den første "Last Ride" match, hvor Undertaker tabte, da Heidenreich blandede sig. Efter en kort fejde med Heidenreich vendte Undertaker igen sin opmærksomhed mod WWE Championship.
Sammen med Eddie Guerrero og Booker T udfordrede Undertaker JBL til en rematch i en Fatal Four-Way match ved Armageddon. Heidenreich blandede sig igen, så Undertaker ikke kunne vinde. Dette førte til en Casket match mellem Undertaker og Heidenreich ved Royal Rumble i 2005. Undertaker puttede Heidenreich i kisten og afsluttede deres fejde.
Der gik ikke lang tid, inden Randy Orton udfordrede Undertaker til en kamp ved WrestleMania 21. Orton sagde, at han ville stoppe Undertakers sejrsrække. Selvom Orton fik hjælp fra sin far "Cowboy" Bob Orton, vandt Undertaker, og hans rekord steg til 13-0. Efter WrestleMania tog Undertaker 2 månders pause fra wrestling efter fødslen af hans anden datter i slutningen af maj 2005.
Den 16. juni vendte Undertaker tilbage i en episode af SmackDown!, hvor han tabte til JBL, da Randy Orton blandede sig. Ved The Great American Bash i 2005 mødte Undertaker Muhammad Hassan, hvor Undertaker vandt. Derefter blev han førsteudfordrer til World Heavyweight Championship, men JBL følte, at det var ham, der skulle have været det. I den næste episode af SmackDown! mødte de så hinanden i en kamp om at blive første udfordrer. Undertaker tabte, da Orton igen blandede sig, hvorved fejden med Orton blev fornyet.
Ved SummerSlam mødte Undertaker og Randy Orton så hinanden i en WrestleMania rematch, som Undertaker vandt. I den følgende tid drillede de hinanden med kister, der førte til en casket match ved No Mercy. Undertaker tabte til Randy og hans far, "Cowboy" Bob Orton. Efter kampen hældte the Ortons benzin på kisten og satte ild til den. Da kisten blev åbnet igen, var Undertaker endnu engang forsvundet. Han vendte tilbage ved Survivor Series i 2005, hvor han kom ud af en brændende kiste. Undertaker vendte tilbage til SmackDown! i starten af december, hvor han plagede Orton for at få en Hell in a Cell match ved Armageddon. Undertaker vandt og tog så bagefter en pause fra wrestling. Grunden til det var kontroverser, hvor Bob Orton fik lov til at bløde i løbet af kampen, selvom han var blevet diagnosticeret med hepatitis, hvilket Undertaker ikke vidste noget om.
Ved Royal Rumble i 2006 vendte Undertaker tilbage. Kurt Angle var ved at fejre en sejr over Mark Henry, så han beholdt sin titel, da Undertaker kom ud på en vogn trukket af heste. Undertaker ødelagde ringen kayfabe med lyn. Ved No Way Out mødte de så hinanden i en kamp, der varede 30 minutter, hvor Undertaker tabte. Efter kampen trængte Undertaker Angle op i hjørnet, og efter at have nidstirret ham sagde, at han ikke var færdig med Angle endnu. De to havde en rematch i den næste episode af SmackDown! om Angles World Heavyweight Championship, da Mark Henry kom ud og angreb Undertaker, så han tabte kampen. Derefter udfordrede Undertaker Henry til en Casket match ved WrestleMania 22. Ligesom Randy Orton havde gjort, så sagde Henry, at han ville stoppe Undertakers sejrsrække. Undertaker vandt dog, og rekorden lød nu på 14-0. I den næste episode af SmackDown! havde de to en rematch. I løbet af kampen fik The Great Khali sin debut, da han kom ud og angreb Undertaker. 
Den 5. maj i en episode af SmackDown! kom så det første tegn på svar fra Undertaker, da Theodore Long gav Khali en udfordring fra Undertaker til en kamp ved Judgment Day. Undertaker tabte og blev ikke set igen før 4. juli i en episode af SmackDown!, hvor han accepterede en udfordring fra Khali til en Punjabi Prison match ved The Great American Bash. Khali blev dog fjernet fra kampen på grund af for høje levertal. ECW Champion Big Show kom ind i stedet for, og Undertaker vandt. Det blev fortalt, at Long havde fjernet Khali fra kampen som en straf for, at han havde angrebet Undertaker før kampen. Efter at Khali havde blandet sig i en kamp mellem Undertaker og King Booker, udfordrede Undertaker Khali til en Last Man Standing match ved ved SummerSlam i 2006. Selvom om Khali afslog, gjorde Long det officielt i en episode af SmackDown! 18. august. Undertaker vandt, da han slog Khali med steel chairs flere gange og gjorde det af med ham med et chokeslam. Efter sejren forsvandt Undertaker i flere uger, og fejden var dermed slut.
Ved No Mercy mødte Undertaker United States Champion Mr. Kennedy, hvor Undertaker blev diskvalificeret, da han slog Kennedy med championshipbæltet. Den 3. november i en episode af SmackDown! blev Undertaker genforenet med Kane og gendannede Brothers of Destruction for første gang i fem år. De mødte og sejrede over Mr. Kennedy og MVP, som Kane fejdede med på det tidspunkt. Ved Survivor Series mødte Undertaker Kennedy i en First Blood match, som Undertaker tabte, da MVP blandede sig. Ved Armageddon mødte de hinanden igen i en Last Ride match, som Undertaker vandt, da han gav Kennedy et chokeslam og en Tombstone Piledriver oven på rustvognen. Derefter puttede han Kennedy ind bagi og kørte ud af arenaen. Fejden mellem Undertaker og Kennedy fortsatte ind i 2007, da Kennedy sørgede for, at Undertaker tabte to muligheder for at få en kamp om World Heavyweight Championship ved Royal Rumble.
Undertaker vandt sin første Royal Rumble, da han eliminerede Shawn Michaels til sidst, hvor Michaels prøvede en Sweet Chin Music, og Undertaker dukkede sig og smed ham over det øverste af ringen. Han blev den første, der kom ind som nr. 30 og vandt. Derefter besluttede Undertaker, at han ville møde Batista ved WrestleMania 23 om Batistas World Heavyweight Championship. Undertaker vandt og fik dermed sit første World Heavyweight Championship ti år efter, at han havde vundet WWE Championship over Sycho Sid ved WrestleMania 13, og hans rekord lød derpå på 15-0. I den næste episode af SmackDown! forlangte Batista en Last Man Standing match ved Backlash. Kampen endte uafgjort, da Batista lavede en spear på Undertaker ud over indgangsscenen, så nogle stålstøtter faldt ned over dem begge. Det uafgjorte resultat betød, at Undertaker beholdt titlen.
Den 11. maj i en episode af SmackDown! mødte Undertaker og Batiste hinanden i en steel cage match, som endte uafgjort, da begge mænds fødder rørte gulvet på samme tid. Efter kampen overfaldt en tilbagevendt Mark Henry den forsvarsløse Undertaker. Lige efter angrebet indløste Edge sin Money In The Bank-titelmulighed og vandt World Heavyweight Championship. Mens Undertaker lå i ringen, kom hans druider ud og bar ham ud i backstage-området. I virkeligheden havde Calaway fået en skade i armen, som betød, at han skulle have en operation, og WWE ville ikke bryde Undertakers karakter ved at lade ham afstå fra titlen. Under Calaways genoptræning vandt Henry over adskillige nemme modstandere og pralede med sit overfald på Undertaker, indtil der begyndte at komme meldinger om, at Undertaker ville vende tilbage.
Ved Unforgiven vendte Undertaker tilbage og vandt over Mark Henry, da han lavede en Last Ride. To uger senere i SmackDown! vandt Undertaker igen med et chokeslam. Undertaker og Batista genoptog deres fejde ved Cyber Sunday, hvor Batista beholdt sin titel efter to Batista Bombs. Stone Cold Steve Austin blev valgt til gæstedommer af fansene. Ved Survivor Series mødte de hinanden igen i en Hell in a Cell match, hvor Edge vendte tilbage og gav Undertaker en con-chair-to og hev en bevidstløs Batista over på Undertaker, så Batista vandt og beholdt sit World Heavyweight Championship. I den næste episode af SmackDown! svarede Undertaker igen, da han gav General Manager Vickie Guerrero en Tombstone Piledriver og sendte hende kayfabe på hospitalet. Tilbagevendte assisterende General Manager Theodore Long lavede en Triple Threat match ved Armageddon. Edge vandt, da han dækkede Batista. Lige før det havde Undertaker givet Batista en Tombstone piledriver, hvorefter blev han slået i hovedet med en stol, så Edge kunne vinde.
I en episode af SmackDown! den 4. januar 2008 deltog Undertaker i en Beat the Clock challenge, som skulle fastslå, hvem der skulle være førsteudfordrer om World Heavyweight Championship ved Royal Rumble. Undertaker mødte Mark Henry med Matt Striker som speciel gæstedommer. Undertaker skulle slå 6 minutter og 2 sekunder. Da der var 15 sekunder tilbage af tiden, gav Undertaker Henry et chokeslam, men Striker stoppede lige før han havde lavet the 3-count. Striker løb væk og havde derved bevirket, at Undertaker ikke skulle kæmpe om World Heavyweight Championship. Senere samme aften blandede Undertaker og Batista sig i kampen mellem World Heavyweight Champion Edge og Rey Mysterio. Med hjælp fra de to vandt Mysterio over Edge.
Han er ubesejret ved WrestleMania og har en score på 16-0. The Undertaker vandt ved Wrestlemania 24 i marts 2008 sin sjette VM-titel ved at besejre den regerende verdensmester Edge.

#### De sidste år (2009-2017)
I 2010 stoppede Undertaker med at wrestle i WWE på fuld tid og wrestlede kun ved særlige lejligheder, primært ved WrestleMania, hvor han fortsat var ubesejret, indtil 2014.
I 2009 og 2010 besejrede han Shawn Michaels ved WrestleMania i to kampe, der af en række kritikere er nogle af de bedste og mest veludførte wrestlingkampe nogensinde. Kampen ved WrestleMania XXVI var Shawn Michaels' sidste i karrieren. Michaels var den eneste aktive wrestler i WWE, der havde været i wrestlingpromotionen længere tid end The Undertaker. 
I 2011 og 2012 besejrede han Triple H ved henholdsvis WrestleMania XXVII og WrestleMania XXVIII, og hans forsvar af sin imponerende sejrsrække ved WrestleMania blev ved WrestleMania 29 udvidet til 21-0, da han besejrede CM Punk i 2013.
WrestleMania XXX i 2014 blev dog definitivt enden på The Undertakers sejrsrække. Den tidligere WWE- og UFC-verdensmester Brock Lesnar besejrede The Undertaker og chokerede wrestlingfans verden over og øjensynligt størstedelen af 80.000 tilskuere, der så showet live. The Undertaker blev året efter udfordret til en ny kamp ved WrestleMania 31 af Bray Wyatt. Den 29. marts 2015, vandt The Undertaker over Bray Wyatt og kom op på 22-1. Året efter vendte Mr. McMahon's søn Shane McMahon tilbage til WWE, og i den anledning lovede Mr. McMahon sin søn en kamp på WrestleMania 32 mod Undertaker. Kampen var en Hell in a Cell match, hvor Undertaker vandt, og han kom derefter op på 23-1. I 2017 deltog Undertaker i Royal Rumble 2017, men blev elimineret af Roman Reigns. Senere samme år udfordrede Undertaker Roman Reigns til en WrestleMania-kamp. Det blev Undertaker's sidste kamp i hans karriere. Undertaker tabte kampen, og efter kampen tog han sin jakke, handsker og hat af, og lagde det sammen hvorefter han gik. Dagen efter blev det offentliggjort at Undertaker var blevet pensioneret.

## WrestleMania-sejre
Sejre
1. Jimmy "Superfly" Snuka (WrestleMania VII i 1991)
2. Jake "The Snake" Roberts (WrestleMania VIII i 1992)
3. Giant Gonzales (WrestleMania IX i 1993) (via diskvalifikation)
4. King Kong Bundy (WrestleMania XI i 1995)
5. Diesel (WrestleMania XII i 1996)
6. Sycho Sid (WrestleMania 13 i 1997 til WWF Championship)
7. Kane (WrestleMania XIV i 1998)
8. Big Boss Man (WrestleMania XV i en Hell in a Cell Match i 1999)
9. Triple H (WrestleMania X-Seven i 2001)
10. Ric Flair (WrestleMania X8 in a No Disqualification Match i 2002)
11. A-Train and Big Show (WrestleMania XIX i en Handicap Match i 2003)
12. Kane (WrestleMania XX i 2004)
13. Randy Orton (WrestleMania 21 i 2005)
14. Mark Henry  (WrestleMania 22 i en Casket Match i 2006)
15. Batista  (WrestleMania 23 i 2007 til World Heavyweight Championship)
16. Edge (WrestleMania XXIV i 2008 til World Heavyweight Championship)
17. Shawn Michaels (WrestleMania XXV) i 2009
18. Shawn Michaels (WrestleMania XXVI) i 2010
19. Triple H (WrestleMania XXVII) No Holds Barred Match i 2011
20. Triple H ( WrestleMania XXVIII) Hell in a Cell Match i 2012
21. CM Punk (" WrestleMania XXVIIII")" i 2013

Nederlag
The Undertakers imponerende sejrsrække blev brudt ved WrestleMania XXX, da han tabte til Brock Lesnar. 

## VM-titler
The Undertaker er en syvdobbelt verdensmester. Han har vundet WWF Championship fire gange og WWE World Heavyweight Championship tre gange i World Wrestling Entertainment.
| Nr. | VM-titel                       | Modstander   | Dato              | Show               | Dage | Efterfølger   |
| --- | ------------------------------ | ------------ | ----------------- | ------------------ | ---- | ------------- |
| 1   | WWF Championship               | Hulk Hogan   | 27. november 1991 | Survivor Series    | 6    | Hulk Hogan    |
| 2   | WWF Championship               | Sycho Sid    | 23. marts 1997    | WrestleMania 13    | 133  | Bret Hart     |
| 3   | WWF Championship               | Steve Austin | 23. maj 1999      | Over the Edge      | 36   | Steve Austin  |
| 4   | WWE Championship               | Hulk Hogan   | 19. maj 2002      | Judgment Day       | 63   | The Rock      |
| 5   | World Heavyweight Championship | Batista      | 1. april 2007     | WrestleMania 23    | 37   | Edge          |
| 6   | World Heavyweight Championship | Edge         | 30. marts 2008    | WrestleMania XXIV  | 30   | Ledig         |
| 7   | World Heavyweight Championship | CM Punk      | 4. oktober 2009   | WWE Hell in a Cell | 134  | Chris Jericho |